# Daphne retusa
Daphne retusa är en tibastväxtart som beskrevs av William Botting Hemsley. Daphne retusa ingår i släktet tibaster, och familjen tibastväxter. Inga underarter finns listade i Catalogue of Life.

## Bildgalleri

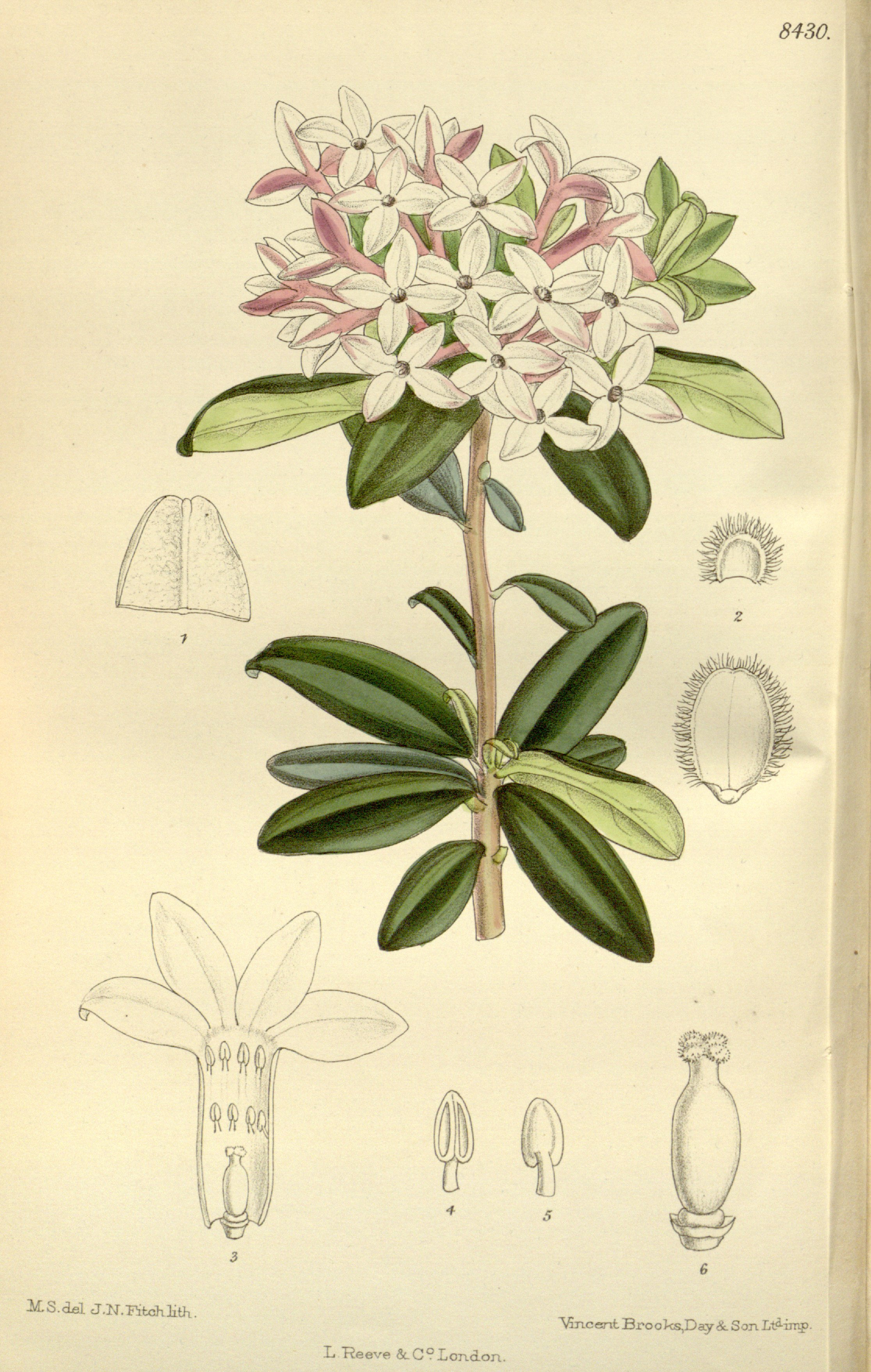